# Bernie Leadon
Bernie Leadon (Minneapolis, 19 luglio 1947) è un chitarrista e compositore statunitense.

## Biografia
È noto principalmente per essere stato il chitarrista della formazione originaria degli Eagles dal 1971 al 1975. Strumentista versatile, oltre alla chitarra ha suonato anche il banjo e il mandolino.
Alla fine degli anni sessanta Leadon entrò nella band The Continentals in sostituzione di Stephen Stills, che aveva lasciato il gruppo. Con il cambio di formazione la band cambiò anche nome in Maundy Quintet. Il complesso ebbe vita breve, e allo scioglimento i suoi componenti presero strade diverse.
Leadon andò a costituire gli Eagles nel 1971 assieme a Glenn Frey, Don Henley e Randy Meisner. Don Felder, un altro membro dei Maudy Quintet, si unì inizialmente ai Flow, per poi raggiungere Leadon agli Eagles nel 1974.
Nel 1975, dopo l'uscita dell'album One of These Nights, Leadon abbandonò gli Eagles. Fu sostituito da Joe Walsh.
In seguito ha lavorato con varie band country e bluegrass, tra cui la Nitty Gritty Dirt Band, The Bernie Leadon-Michael Georgiades Band, Ever Call Ready, Hearts And Flowers, Maxfield Parrish, The Flying Burrito Bros, The Maundy Quintet, Woodstock Mountains Revue. Ha pubblicato inoltre alcuni album da solista.
Nel 2013 torna a suonare con la sua vecchia band, partecipando con gli Eagles al tour promozionale per il loro documentario storico History of the Eagles.

## Discografia parziale

### Discografia con gli Eagles

#### Album in studio
- 1972 - Eagles
- 1973 - Desperado
- 1974 - On the Border
- 1975 - One of These Nights

#### Raccolte
- 1976 - Their Greatest Hits (1971-1975)
- 1994 - The Very Best of the Eagles
- 2000 - Selected Works: 1972-1999
- 2003 - The Very Best Of

### Discografia con The Bernie Leadon-Michael Georgiades Band
Album
- 1977 - Natural Progressions

### Discografia solista
Album
- 2004 - Mirror